# Els papers d'Aspern
Els papers d'Aspern (originalment en anglès, The Aspern Papers) és una pel·lícula de drama històric del 2018, coescrita, coproduïda i dirigida per Julien Landais, basada en l'adaptació escènica de Jean Pavans de la novel·la homònima de 1888 de Henry James. La pel·lícula és protagonitzada per Jonathan Rhys-Meyers, Joely Richardson i Vanessa Redgrave; James Ivory n'és el productor executiu. El 2020 es va doblar i subtitular al català.
Els papers d'Aspern es va projectar per primera vegada al Festival de Cinema de Venècia del 2018. Va ser seleccionada com a pel·lícula d'obertura al 49è Festival Internacional de Cinema de l'Índia.

## Sinopsi
En Morton Vint, un ambiciós editor i crític literari, viatja a Venècia a la cerca de les valuoses cartes que el poeta Jeffrey Aspern va escriure a la seva musa, Juliana Bordereau. Tot i que ja han passat diverses dècades d'aquella història d’amor, la Juliana manté el seu íntim i preuat secret amb clau a una opulenta casa, on viu amb la seva neboda. La intenció d'en Morton és introduir-s'hi com a hoste i captivar la Tina.

## Repartiment
- Jonathan Rhys-Meyers com a Morton Vint
- Joely Richardson com a senyoreta Tina, la neboda de la Juliana Bordereau
- Vanessa Redgrave com a Juliana Bordereau
- Lois Robbins com la senyora Prest, la confident de Morton
- Jon Kortajarena com el poeta romàntic Jeffrey Aspern
- Poppy Delevingne com a Signora Colonna
- Morgane Polanski com a Valentina Prest
- Barbara Meier com a Emily, amiga de la Valentina
- Alice Aufray com la Juliana de jove
- Nicolas Hau com el segon poeta romàntic